# Нагрудний знак «Василь Сухомлинський»

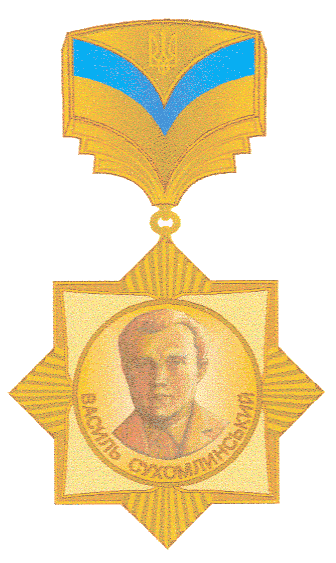
Нагрудний знак «Василь Сухомлинський» до 2013 року

Нагру́дний знак «Васи́ль Сухомли́нський» — заохочувальна відзнака Міністерства освіти і науки України. Відзнаку названо іменем українського педагога Василя Сухомлинського. Має третій (найвищий) ступінь серед відзнак, запроваджених міністерством.

## Відомості про нагороду
11 липня 2005 року Міністерство освіти і науки України затвердило Положення про відзнаку.
Нагрудним знаком «Василь Сухомлинський» нагороджуються наукові, науково-педагогічні та педагогічні працівники, а також інші особи за значний особистий внесок у розвиток загальної середньої освіти, які досягли визначних успіхів у навчанні та вихованні молодого покоління, науковому та навчально-методичному забезпеченні загальної середньої освіти, підготовці висококваліфікованих педагогічних кадрів, створенні високоякісних підручників і навчальних посібників для середніх загальноосвітніх навчально-виховних закладів.
Подання про нагородження вносять Міністерству освіти і науки України Міністерство освіти і науки Автономної Республіки Крим, управління освіти і науки обласних, Київської і Севастопольської міських державних адміністрацій, Академія педагогічних наук України, ЦК профспілки працівників освіти і науки України, вищі навчальні заклади.
Дизайн ТОВ «Нагороди України». Автор Герасько М. О.